# Saint-Pardoux-Soutiers
Saint-Pardoux-Soutiers es una comuna nueva francesa situada en el departamento de Deux-Sèvres, de la región de Nueva Aquitania.

## Historia
Fue creada el 1 de enero de 2019, en aplicación de una resolución del prefecto de Deux-Sèvres de 21 de septiembre de 2018 con la unión de las comunas de Saint-Pardoux y Soutiers, pasando a estar el ayuntamiento en la antigua comuna de Saint-Pardoux.

## Demografía
Según los datos aportados en la resolución del prefecto de Deux-Sèvres, la comuna se crea con 1918 habitantes.

## Composición
| Comuna fusionada | Código INSEE | Población (2016) | Superficie (km²) | Densidad (hab./km²) |
| ---------------- | ------------ | ---------------- | ---------------- | ------------------- |
| Saint-Pardoux    | 79285        | 1600             | 34.24            | 47                  |
| Soutiers         | 79318        | 279              | 5.43             | 51                  |